# کیرکا (داغستان)
کیرکا (به لاتین: Kirka) یک منطقهٔ مسکونی در روسیه است که در شهرستان محرم‌کند واقع شده‌است.